# 6 Below – Verschollen im Schnee
6 Below – Verschollen im Schnee (Originaltitel 6 Below: Miracle on the Mountain) ist ein US-amerikanisches Filmdrama von Scott Waugh aus dem Jahr 2017, der auch für die Produktion und den Schnitt verantwortlich war.

## Handlung
Der ehemalige Eishockeyspieler Éric LeMarque musste aufgrund seines Crystal-Meth-Konsums seine Profikarriere beenden. Nun muss er sich wegen seiner Vergangenheit vor Gericht verantworten. Um Abstand von der ganzen Situation zu bekommen, zieht es ihn im Februar 2004 in die Berge der Sierra Nevada. Dort will er sich mit Snowboarding ablenken. Während eines Schneesturms verliert er im Gebirge die Orientierung. Nun muss er sich fernab der Zivilisation alleine gegen die Natur und die Tiere behaupten.
Ihm schießen derweil Erinnerungen aus seiner Kindheit in den Kopf, die zeigen, unter welch schwierigen Verhältnissen er aufwuchs. Auch die Probleme bei seinen Profistationen, unter anderen die Probleme mit dem Druck eines Profisportlers klarzukommen und den Disput mit seinen Teamkameraden, zieht sich wie ein roter Faden durch seine Wahnvorstellungen. Immer wieder holen ihn im Kopf seine ersten Kontakte zum Drogenkonsum ein, die schließlich in einer Drogensucht endet.
Um zu überleben, muss Éric LeMarque seinen Verstand und seine ganze Willenskraft einsetzen. Er kommt auf die rettende Idee: Ein kleines Radio mit Notsender weist ihm den Weg zurück in die Zivilisation. Er erklimmt einen Berg, aber die Signale werden schwächer. Also kehrt er um und erklimmt einen Berg in der entgegengesetzten Richtung. Da werden die Signale tatsächlich stärker. Er marschiert noch weiter, so weit wie er kann, die Batterie des Notsenders hat nur noch wenige Prozent Kapazität. Als er keine Kraft mehr hat, schaltet er den Notsender auf „Dauersenden“. Und tatsächlich, Éric ist so nah an die Zivilisation gekrochen, dass das schwache Notsignal in der Bergrettungs-Station aufgefangen wird. Nach acht Tagen alleine in der Wildnis wird er schließlich gerettet.

## Hintergrund
Der Film basiert auf dem Roman Crystal Clear von den Autoren Éric LeMarque und Davin Seay. Ersterer erzählt in dem Roman von seinen tatsächlichen Erfahrungen. Der Film wurde ab 2016 im US-Bundesstaat Utah realisiert und feierte seine Premiere in den USA am 13. Oktober 2017. In Deutschland startete der Film am 5. Januar 2018 in den Videoverleih.

## Rezeption
„Das spannende, auf einer wahren Geschichte beruhende Survival-Abenteuer konzentriert sich auf die Notsituation des Protagonisten, verwässert sie aber durch Rückblenden, die bis in dessen Kindheit zurückführen und seine Drogenproblem erklären sollen. Letztlich versteigt sich der Film zu einer irritierenden, religiös aufgeladenen Leistungsethik, die die Notlage des Helden als göttliche Prüfung deutet.“

„Ziemlich unterkühltes Überlebensabenteuer.“

Cinema bemängelt, dass die Handlung etwas „zu nüchtern erzählt“ ist, dann aber „im Finale zu gefühlig“ ist. Film-Rezensionen schreibt, dass „Todeskampf und Lebensresümee durchaus Hand in Hand gehen“ können und auch, „dass Szenen miteinander verschmelzen, Erinnerungen und Gegenwart zu eins werden, lässt man sich gefallen.“ Allerdings wird heftig kritisiert, dass gezeigte spirituell aufgeladene Läuterung „dem Film nicht besonders gut“ stehe. Josh Hartnett schauspielerische Leistung wird als „gut“ empfunden, Mira Sorvino wird als Mutter der Hauptrolle als „ein bisschen jung“ befunden, „an der grundsätzlichen Leistung der Schauspielerin lässt sich jedoch wenig meckern.“ Final wird sich geäußert, dass es Regisseur Waugh nicht gelingt „aus einzelnen guten Szenen auch einen guten Gesamtfilm zu machen“ und erhält vier von zehn möglichen Punkten.
Auf Rotten Tomatoes kommt der Film auf eine Wertung von 22 % bei 18 Bewertungen. Im Audience Score der Seite erhält der Film bei über 250 Publikumsbewertungen eine Wertung von 54 %. In der Internet Movie Database hat der Film bei über 7.200 Stimmenabgaben eine Wertung von 5,7 von 10,0 möglichen Sternen.